# Bojong (Cilimus)
Bojong is een bestuurslaag in het regentschap Kuningan van de provincie West-Java, Indonesië. Bojong telt 5414 inwoners (volkstelling 2010).